# 福井治人・サタデーなおとフィーバー
福井治人・サタデーなおとフィーバー（ふくいなおと・サタデーなおとフィーバー）は朝日放送ラジオ（ABCラジオ）で2023年10月7日から2024年3月30日まで放送された音楽番組。

## 概要
これまで、朝日放送ラジオでは、土曜日の夜の時間帯に『小早川秀樹のナイスじゃナイト!』を放送してきたが、2023年10月改編をもって、新しい音楽番組を編成するもの。
この番組では、2023年9月まで『ABCミュージックパラダイス』の月曜パーソナリティを担当した朝日放送テレビアナウンサーの福井治人が送る音楽番組で、パーソナリティの福井自身が、「青春時代を過ごし慣れ親しんだ2000年代の音楽」に加え、最新の音楽を届けると共に、「これまでの体験談、今後挑戦したいこと・目標にしたいこと」を福井自身がトークを繰り広げるもので、音楽と共に、福井自身が「フィーバー」していくものである。

## 放送時間
- 毎週土曜日 19:00-21:25

## パーソナリティ
- 福井治人（朝日放送テレビアナウンサー）